# Julien Médécin
Julien Joseph Sylvio Médécin (ur. 3 listopada 1894, zm. 26 stycznia 1986) — monakijski architekt. Brązowy medalista w Olimpijskim Konkursie Sztuki i Literatury w 1924.
Po medal sięgnął w dziedzinie architektury. Uhonorowano projekt stadionu (do piłki nożnej i rugby, z torem kolarskim i basenem) w Monte Carlo. Jest to jedyny medal Monako w historii igrzysk olimpijskich, nie jest on jednak — jako nie wywalczony w rywalizacji sportowej — wliczany do klasyfikacji medalowej wszech czasów.